# Keresztény Tanítás Társasága
A Keresztény Tanítás Társasága (latin nevén Societas Doctrinae Cristianae, máltaiul Soċjetà tad-Duttrina Nisranija, angolul Society of Christian Doctrine) egy katolikus egyházi szervezet, amelyet Szent Ġorġ Preca áldozópap alapított 1907-ben a máltai Ħamrunban. Azóta több országban is jelen van. Hétköznapi elnevezésként a kezdetektől fogva Museum-nak nevezték, amit Dun Ġorġ mozaikszóvá alakított: Magister utinam sequatur Evangelium universus mundus! (Isteni mester, bárcsak az egész világ követné evangéliumodat!).

## Története
Ġorġ Preca egy évvel pappá szentelése után úgy érezte, tennie kell a fiatalok keresztény neveléséért. Akkoriban a hitoktatás mindössze annyiból állt, hogy szentmise után a fiatalok bementek a sekrestyéshez, aki válaszolgatott néhány kérdésükre. Dun Ġorġ kibérelte a ħamruni Fra Diegu Street 6. számú házat, ahol a környék fiataljainak katekizmust tanított. Lelkülete, karizmája sokakat vonzott, ám az is nyilvánvalóvá vált, mekkora közöny van az emberekben a hit dolgai iránt. Nemsokára úgy tűnt, érdemes társasággá formálni az összegyűlt növendékeket, így jött létre a szervezet, amelynek Preca eredetileg a Societas Papiduum et Papidissarum (A Pápa Gyermekeinek Társasága) nevet gondolta, ám Museum-nak is nevezték, amely őrzi a Bibliát egy az egyház tanítását. Mottóul a következő idézetet választotta: "Verbum Dei caro factum est" (Jn 1,14). A női ág 1910-ben jött létre Giannina Cutajar közreműködésével. Dun Ġorġ segítőit "Papidi", "apostolok" vagy "soci" (társak) néven emlegették. Mivel laikus segítőinek is szükségük volt a tanításra, Preca könyveket kezdett írni számukra. A máltai egyház ugyan érezte a kezdeményezés szükségességét, mégis amiatti félelmében, hogy a képzetlen tanítók több kárt okoznak, mint hasznot, a püspök 1909-ben bezáratta a társaság összes házát.
A döntést néhány évvel később, 1916-ban visszavonták. 1932-ben Mauro Caruana püspök megadta az egyházi jóváhagyást a társaság működéséhez. A szervezet hivatalos latin neve ekkor Societas Doctrinae Christianae (SDC) lett, bár eredeti elnevezése ma is elterjedt. Az elöljáró hivatalosan Preca egyik első követője, Ewġenju Borġ lett. A M.U.S.E.U.M. 1952-ben lépte át Málta határait, amikor néhány kivándorló révén Ausztráliában is létrejött egy közösség. Dun Ġorġ továbbra is járta Málta településeit, és gyakran mondta munkatársainak: "Tanítsatok, tanítsatok, tanítsatok! Valami csak megmarad belőle!"
Preca halála után Borġ vitte tovább a M.U.S.E.U.M.-ot. Központja ma a ħamruni Blata l-Bajdában van. Preca atyát 2007-ben XVI. Benedek pápa az első máltai szentté avatta.

## Működése
Ma Málta-szerte elterjedt: 55 férfi és 50 női közössége van. Az országhatárokon túl Ausztráliában, Albániában, Angliában, Kenyában, Peruban, Lengyelországban és Kubában van működő szervezete.
Általában a plébániákon belül működik, a gyermekek számára biztosít oktatást. Tagjai cölibátusban élnek, ám világi hivatásukat folytatják. Naponta járnak a beosztott központba, ahol a munka mellett lelki töltekezésre is lehetőségük van.

## Elöljárói
Elöljárója a Superior General, aki 2009 óta a máltai régió elöljárója is.
- Ewġenju Borg (1911–1967)
- Franġisk (Ċikku) Saliba (1967–1983)
- Victor Delicata (1983–2009)
- Natalino Camilleri (2009–)[1]